# 尼艾酚
尼艾酚（英语：Nyasol），也叫顺式扁柏树脂酚或(Z)-扁柏树脂酚（cis-/(Z)-Hinokiresinol）是一种在知母中发现的木脂素。
它具有雌激素活性，可作为ERβ的选择性激动剂，因此是一种植物雌激素。此外，(-)-尼艾酚在体外还被发现可以抑制类花生酸和一氧化氮的产生，并具有抗炎作用。